# باستين برنارد
باستين برنارد (بالفرنسية: Bastien Bernard)‏ (6 نوفمبر 1976 بروشفور في فرنسا - ) هو لاعب كرة قدم فرنسي في مركز الوسط. لعب مع نادي نيور.

## وصلات خارجية
- باستين برنارد على موقع قاعدة بيانات كرة القدم.إي يو (الإنجليزية)